# La Révolte des gladiateurs
Ne doit pas être confondu avec La Révolte des gladiatrices.
Pour plus de détails, voir Fiche technique et Distribution.
La Révolte des gladiateurs (La rivolta dei gladiatori) est un film franco-hispano-italien réalisé par Vittorio Cottafavi, sorti en 1958.

## Synopsis
En Arménie au temps  de la domination romaine, le roi Osroe, un enfant chétif, ne parvient pas à exercer la moindre autorité car c'est sa tante, Amira, qui gouverne le pays et opprime la population avec la complicité de son ministre, Burkalla. Las des brimades, les gladiateurs se révoltent, menés par Asclepius. Envoyé par Rome, Marc le Numide est chargé de rétablir l'ordre…

## Fiche technique
- Titre original : La rivolta dei gladiatori
- Titre français : La Révolte des gladiateurs
- Réalisation : Vittorio Cottafavi, assisté de Gianfranco Parolini
- Scénario : Gian Paolo Callegari, Ennio De Concini, Francesco De Feo, Gianfranco Parolini, Giovanni Simonelli et Navidad Zaro, d'après une histoire de Navidad Zaro
- Version française : S.P.S. (Société Parisienne de Sonorisation)
- Adaptation française : Camille St George
- Costumes : Enzo Bulgarelli
- Photographie : Mario Pacheco
- Montage : Julio Peña
- Musique : Roberto Nicolosi
- Production : Virgilio De Blasi
- Pays de production :  Italie,  Espagne,  France
- Genre : péplum
- Durée : 86 minutes
- Dates de sortie :
  - Italie : 12 octobre 1958
  - Espagne : 2 février 1959
  - France : 10 juillet 1959[1]

## Distribution
- Ettore Manni (VF : Jean-Claude Michel) : Marco Numidio
- Gianna Maria Canale (VF : Jacqueline Ferrière) : Amira
- Mara Cruz (VF : Michèle Bardollet): Zahar
- Georges Marchal (VF : lui-même) : Asclepio
- Rafael Luis Calvo(VF : Jean-Marie Amato) : Lucanus
- Fidel Martin : le petit roi Osroé
- Lina Rosales : Ramnis, femme d'Asclepio
- Salvatore Furnari : Astarté
- Rafal Duran (VF : Serge Nadaud) : Burkala
- Jesus Tordesillas: le gouverneur Crisipius
- Nando Tamberlani : le sénateur Lucilius
- Vega Vinci : Armodia
- Renato Montalbano : Fabrizio
- Santiago Rivero : le grand prêtre
- Valeria Moriconi : une servante
- Eulelia Del Pino : une servante
- Santiago Rivero : le grand-prêtre
- Vicente Bano
- Rafael Calvo Revilla
- Francisco Vazquez
- Juan Olaquibel  (VF : Pierre Morin) : Bart le gladiateur
- Mike Brendel : le serviteur de Burkala
- Narration : Jean-Louis Jemma
- Avec les voix françaises de Jean-Henri Chambois (Rastes), Marcel Bozzuffi (scribe de Marcus)